# Запорізька обласна організація НСПУ
Запорізька обласна організація НСПУ — Створена 25 грудня 1966 року. Біля її витоків перебували письменники Ольга Джигурда, Василь Діденко, Іван Кашпуров, Микола Лиходід, Павло Ловецький, Яків Пінясов, Олексій Огульчанський, Володимир Омельченко, Олександр Стешенко, Петро Ребро, якого колеги обрали своїм керівником.
За радянські часи діяло літературне об'єднання ім. М. Гайдабури. 1980 року обласний осередок відзначено першою премією Спілки письменників СРСР і перехідним кубком Міністерства культури СРСР за культурно-шефську роботу на селі. Розвивалися творчі стосунки з письменницькими організаціями Ленінграда, Воронежа, Абхазії, Калмикії і Хакасії.
Понад 60 років на Запоріжжі проходить свято «Поетичний травень». З 1992 р. регулярно видавався альманах поезії «Великий Луг» як додаток до журналу «Хортиця». З 2018 року завдяки реалізації програми державного книговидання було видано понад 30 книг місцевих авторів. Двокнижжям видані хрестоматії «Письменники Запорізького краю кінця XX — початку XXI століть» та «Література Запорізького краю кінця XX — початку XXI століть», антологія «Письменники Запорізького краю» (2002).

## Голова
- Ребро Петро Павлович 1967—1998;
- Лютий Григорій Іванович 1998—2016;
- Віхляєв Володимир Вікторович 2016—2017;
- Медко Олександр Олексійович 2017—2020;
- Стадніченко Ольга Олександрівна з червня 2020.

## Члени
1. Бевзюк Оксана з 13.02.2025
2. Буряк Михайло Михайлович з 11.12.2001
3. Вісленко Валентина з 13.02.2025
4. Віхляєв Володимир Вікторович з 15.02.2012 року
5. Геньба (Мартиненко) Любов Григорівна з 25.03.1997
6. Гнєзділов Анатолій Степанович з 15.02.2012
7. Гомон Микола Володимирович з 22.01.1979
8. Дроздова (Лупинос) Ганна Олексіївна з 25.12.2006
9. Забава Віта Володимирівна з 2008
10. Ігнатьєва Наталія Миколаївна з 05.05.2023
11. Катрич (Сугалова) Тетяна Іванівна з 19.06.2001, перейшла на облік з Донецької ОО НСПУ
12. Коваль Віра Миколаївна з 08.04.2016
13. Коваль Лариса Анатоліївна з 22.09.1998
14. Кравченко Валентина Олександрівна з 19.10.2021
15. Красносельська Олена Григорівна з 31.10.2019
16. Кушніренко Іван Кирилович з 26.10.2023
17. Ліщук Ольга Миколаївна з 03.03.2017
18. Музика Олена Миколаївна з 13.02.2025
19. Нікулочкіна Тетяна Василівна (Тетяна Осінь) з 31.10.2019
20. Ольшанська Олена Олексіївна з 31.10.2019
21. Северинюк Валентин Матвійович з 31.10.2019
22. Сироватко Вікторія Євгенівна з 29.05.1997
23. Стадніченко Ольга Олександрівна з 03.03.2017
24. Сушко Костянтин Іванович з 26.03.2003
25. Терлецький Валентин Миколайович з 31.10.2019
26. Філоненко (Тесленко) Лорина Діодорівна з 06.03.2018
27. Шмига Віра Федорівна з 2005
28. Юрик Пилип Сергійович з 25.01.2000
29. Яковенко Яна Володимирівна з 29.05.2006

Вибули:
1. Абліцов Олександр Іванович з 22.12.1992, помер 06 лютого 2017
2. Аніщенко Світлана Володимирівна з 11.12.2001, немає у Довіднику НСПУ-2023, втратила зв'язок з організацією
3. Антощак Микола Володимирович з 16.10.2013, на початку 2017 року переїхав з Вінниці до Бердянська. Зараз в Івано-Франківську
4. Білокопитов Микола Григорович з 01.10.1996, помер 15.12.2023
5. Брацило Марина Анатоліївна з 16.01.1997, померла 17.06.2013
6. Гончаренко Олег Миколайович з 26.05.1993, помер 20.06.2024
7. Джигурда Ольга Петрівна з 1967, 1901—1986, померла 10.12.1986
8. Діденко Василь Іванович з 1963, 1937—1990, помер 13.04.1990
9. Єршов-Холодний Юрій Іванович з 07.02.2011, помер 10.12.2020
10. Кашпуров Іван Васильович з ХХХХ, 1926—1997, помер 17.11.1997
11. Купріянов Ігор Терентійович з 16.05.1995, помер 10.06.2015
12. Лиходід Микола Хомич з 1965, 1940—1993, помер 13.09.1993
13. Ловецький Павло Феодосійович з ХХХХ?, 1911—1975, 29.10.1975
14. Лютий Григорій Іванович з 25.05.1984, помер 09.02.2023
15. Медко Олександр Олексійович з 03.03.2017, помер 23.02.2020
16. Огульчанський Олексій Якович з 1967, 1912—1996, помер 13.08.1996
17. Олексенко Іван Іванович з 14.05.1996, помер 06.09.2004
18. Омельченко Володимир Іванович з 1985, 1924—1975, помер 11.04.1975
19. Ребро Петро Павлович з 02.06.1956, помер 22.03.2014
20. Рекубрацький Анатолій Захарович з 27.11.1975, помер 07.10.2011
21. Рибка Михайло Григорович з 2004, помер 18.03.2020
22. Роман Микола Григорович з 12.11.1998, помер в січні 2005 р.
23. Сажинська Ірина Віталіївна з 31.10.2019, переїхала до Києва, втратила зв'язок з організацією
24. Стешенко Олександр Григорович з 19.12.1963, 1939—2001
25. Сухар Іван Потапович (1935—1999)
26. Чабаненко Віктор Антонович з 28.09.1999, помер 09.02.2014
27. Черевков Віктор Дмитрович з 12.06.1969, помер 28.08.2017
28. Чубенко Володимир Аврамович з 27.11.1975, помер 14.10.2006
29. Шевельов Марк Петрович з 23.08.1993, немає у Довіднику-2023, помер десь за кордоном, ніби в Німеччині у 2000-х
30. Шостак Олександр Олексійович з 27.11.1975, немає у Довіднику-2023; зник безслідно приблизно у 2010 р.[3]